# Государственный музей-заповедник С. А. Есенина
Госуда́рственный музе́й-запове́дник С. А. Есе́нина — исторически сложившийся комплекс мемориальных строений, включающих в себя усадьбу родителей Сергея Есенина, церковь Казанской иконы Божией Матери, часовню в честь Святого Духа, земскую школу и усадьбу последней помещицы села Константинова Л. И. Кашиной, Спас-Клепиковскую второклассную учительскую школу в Спас-Клепиковском отделе музея.
Музей-заповедник уникален тем, что здесь, в старинном селе на высоком берегу Оки, представлено соседство двух усадеб — крестьянской и барской. Такая близость двух культур, их традиций и быта позволяет на конкретном историческом материале проследить историю России рубежа XIX—XX веков.

## История

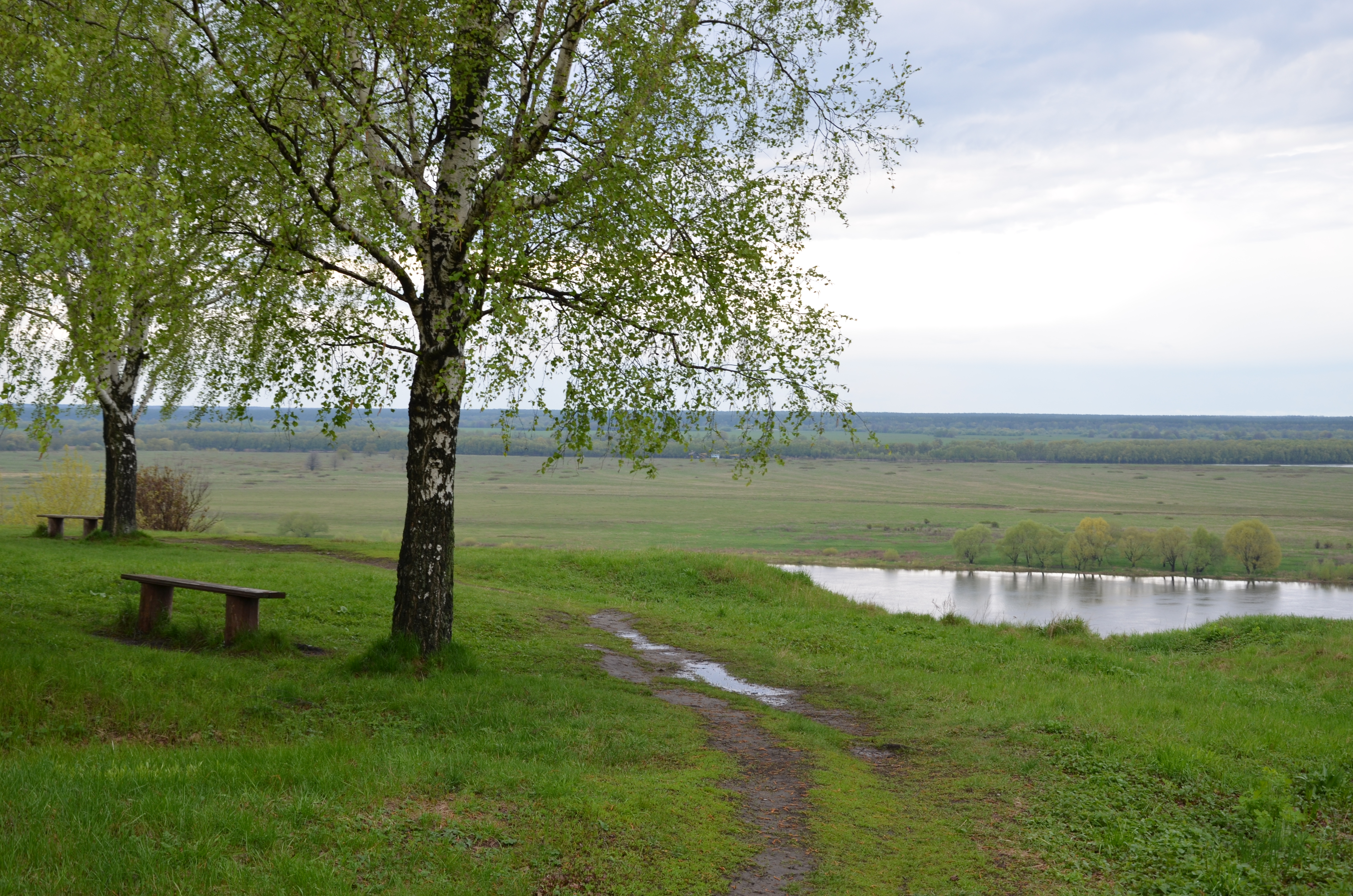
Высокий берег Оки

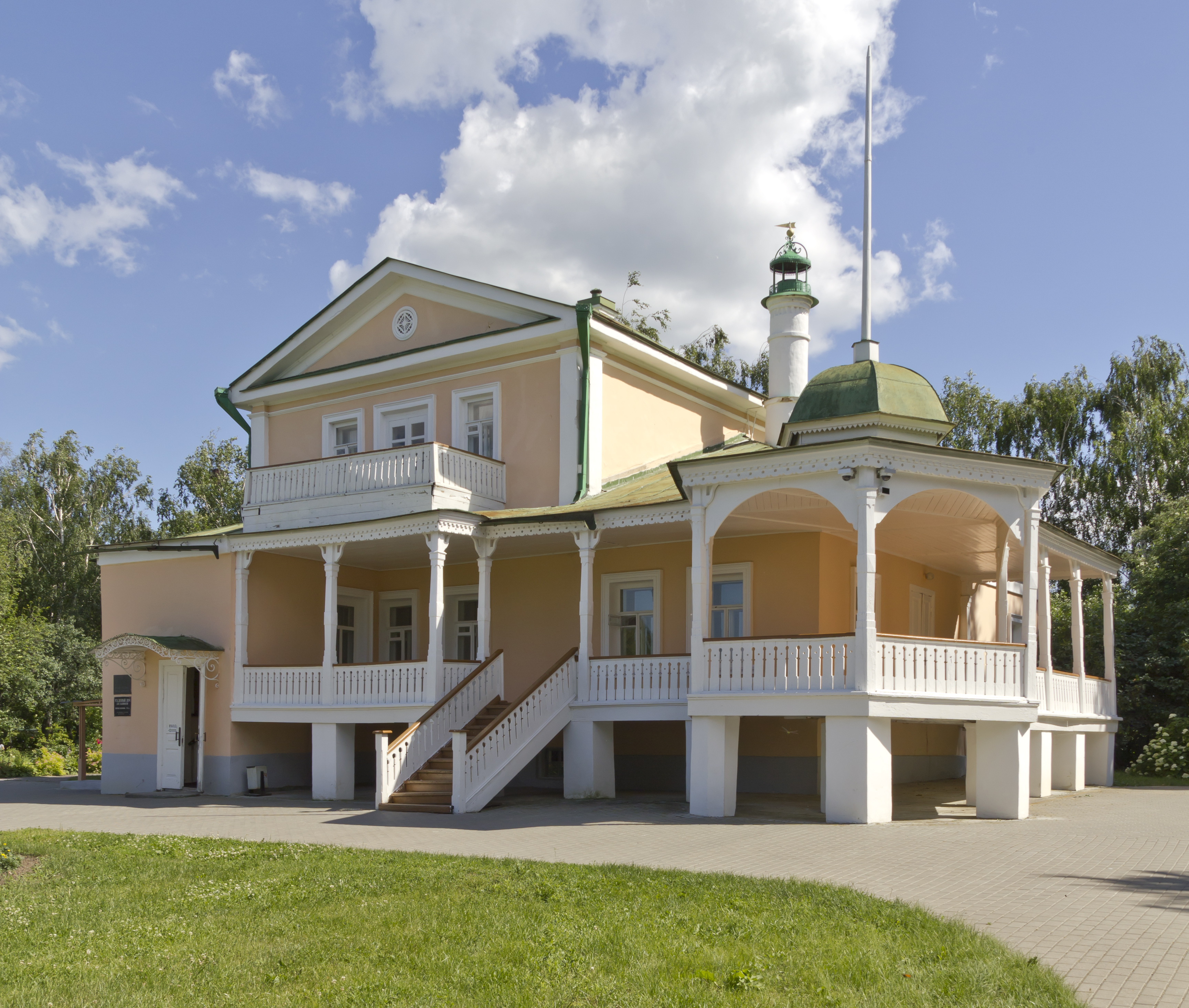
Усадебный дом Л. И. Кашиной — Музей поэмы «Анна Снегина»

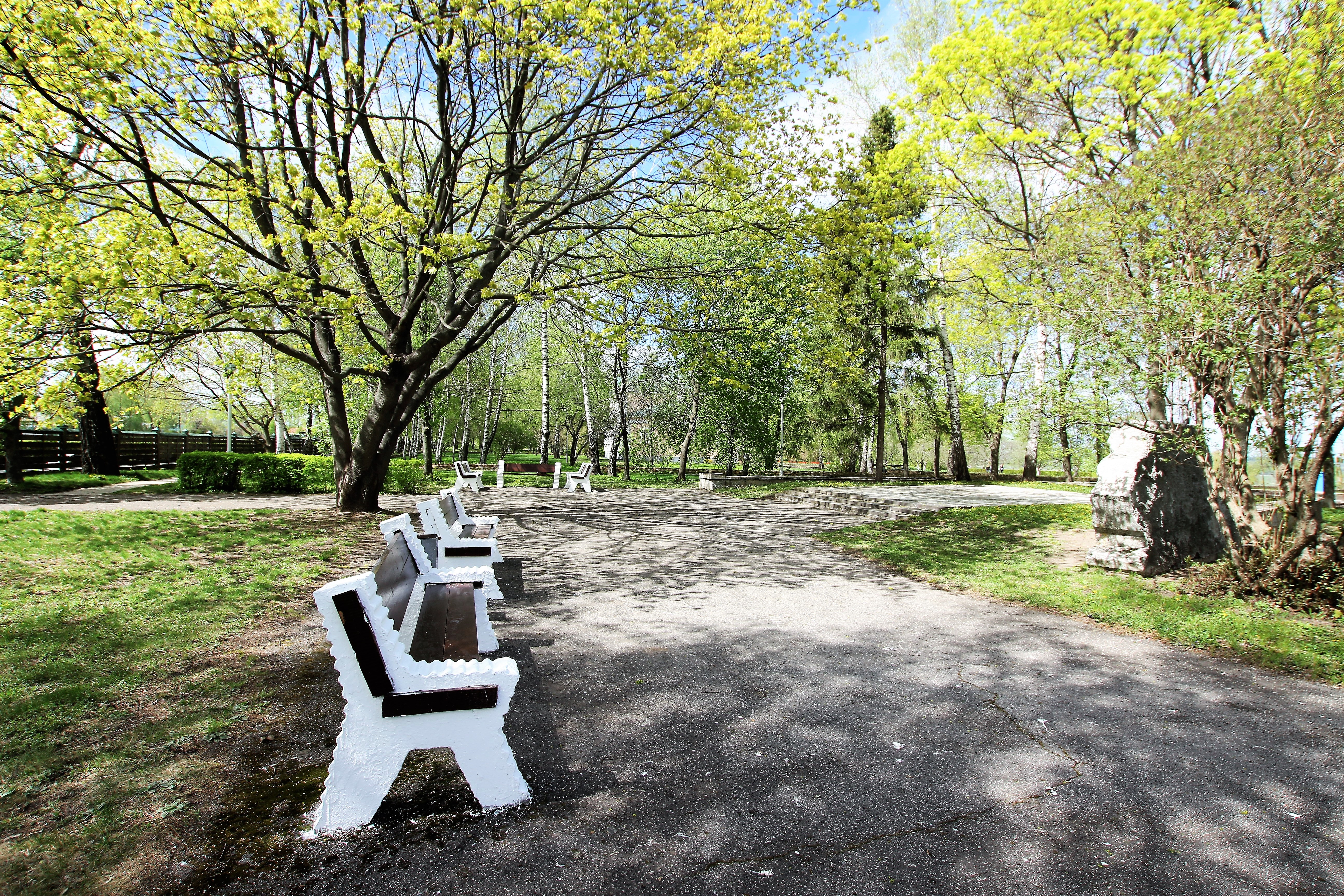
Малая поэтическая площадка

Памятник Сергею Есенину. Установлен в 2007 году. Скульптор А. А. Бичуков.

В Константиново сразу же после смерти Сергея Александровича Есенина поклонники его творчества добирались чаще всего пешком. Мать поэта — Татьяна Федоровна Есенина, а затем сестры Александра Александровна и Екатерина Александровна в есенинском доме встречали многочисленных гостей. Так в тетрадях для отзывов появились тысячи записей с пожеланиями открыть в Константинове музей поэта.
28 июля 1965 года было принято правительственное постановление об увековечивании памяти С. А. Есенина на его родине. Мемориальный дом-музей С. А. Есенина, открытый 2 октября 1965 года как филиал Рязанского областного краеведческого музея, за годы превратился в один из крупнейших музейных комплексов страны. Сердцем музея-заповедника был и остаётся дом родителей Сергея Есенина. Экспозиция переносит посетителей в 20-е годы прошлого века, когда поэт приезжал в Константиново погостить у родных. В доме можно увидеть предметы быта и крестьянской утвари. У окна в прихожей стоит деревянная кровать с лоскутным одеялом, рядом — сундучок, где хранились книги любимых писателей С. А. Есенина. В горнице на стене висят семейные фотографии и похвальный лист Сергея Есенина, полученный им при окончании земской школы. В комнате матери поэта Татьяны Федоровны можно увидеть её одежду и знаменитый «шушун», который Сергей Есенин упоминал в своих стихах.
Интерес к музею стремительно рос, и уже в октябре 1969 года в сохранившемся усадебном доме последней константиновской помещицы Л. И. Кашиной была открыта литературная экспозиция, позволяющая более глубоко и подробно рассказать о жизни и творчестве поэта. Приказом Министерства культуры РСФСР в сентябре 1970 года мемориальный дом-музей в связи с вводом литературной экспозиции в доме Л. И. Кашиной переименован в литературно-мемориальный музей С. А. Есенина.
В 1970 году рядом с усадьбой Есениных был разбит парк, где посажены деревья, которые воспевал поэт в своих произведениях.
Восьмидесятые годы отмечены появлением новых музейных экспозиций, в том числе и в церкви Казанской иконы Божией Матери (здание храма с начала 1972 года было включено в состав музея). В 1990 году по ходатайству жителей сел Константиново, Федякино, Вакино, Кузминское, Аксеново и Рязанской епархии храм был возвращен Русской Православной Церкви. С этого момента он стал действующим.
В 1984 году Совет Министров РСФСР принял решение на базе существовавшего литературно-мемориального музея в селе Константинове и памятных мест в городе Спас-Клепики создать Государственный музей-заповедник С. А. Есенина.
В литературной экспозиции, открытой в 1995 году, представлены уникальные экспонаты: прижизненные издания поэта и его современников, книга «Радуница» с первым автографом автора, стол, за которым работал С. А. Есенин на Кавказе, его посмертная маска, личные вещи. Новая музейная экспозиция в Спас-Клепиковской школе, которую Сергей Есенин окончил в 1912 году, рассказывает, в частности, о высоких гуманистических традициях российского учительства, о поисках духовного пути молодёжи, о становлении творческой личности будущего поэта.
4 октября 2007 года в парке, возле дома родителей поэта, установили трёхметровый бронзовый памятник Сергею Есенину работы скульптора А. А. Бичукова. В качестве основы для работы скульптор выбрал фотографии поэта 1920-х годов и изобразил его словно возвращающимся домой после долгого отсутствия. Открытие памятника приурочили к 112-летию Сергея Есенина.
В 2010 году рядом с храмом Казанской иконы Божией Матери открыта новая экспозиция — дом священника И. Я. Смирнова. В начале XX века дом отца Иоанна был культурным центром Константинова, здесь собиралось окрестное духовенство, сельская интеллигенция, учащаяся молодёжь, часто бывал там и Сергей Есенин.
За последние годы фонды музея-заповедника пополнились бесценными коллекциями известного есениноведа Ю. Л. Прокушева и английского литературоведа Гордона Маквея.
В 2019 году музеем-заповедником была приобретена уникальная коллекция из 124 стереослайдов на стекле 1900-х годов, находившихся во владении потомков семьи Лидии Кашиной и о существовании которых ранее не было известно. Эти снимки окажут большую помощь в восстановлении утраченных построек усадьбы и ее внешнего облика.
2020 год в истории музея ознаменовался открытием четырёх новых объектов бывшей усадьбы, воссозданных по фотографиям из личного архива последней помещицы этой усадьбы Лидии Ивановны Кашиной: каретного двора, амбара, бани и оранжереи. В каретном дворе площадью около 500 кв. метров, где 3 октября 2020 года в рамках Всероссийского есенинского праздника поэзии состоялось гашение марки, выпущенной к 125-летию со дня рождения Есенина, размещена экспозиция «Я посетил родимые места». В амбаре — выставка, посвящённая 400-летней истории села Константинова. В оранжерее представлены нехарактерные для средней полосы России растения, выращиваемые в начале XX века хозяевами этой усадьбы.

## Экспозиции

### Село Константиново
Усадьба Есениных

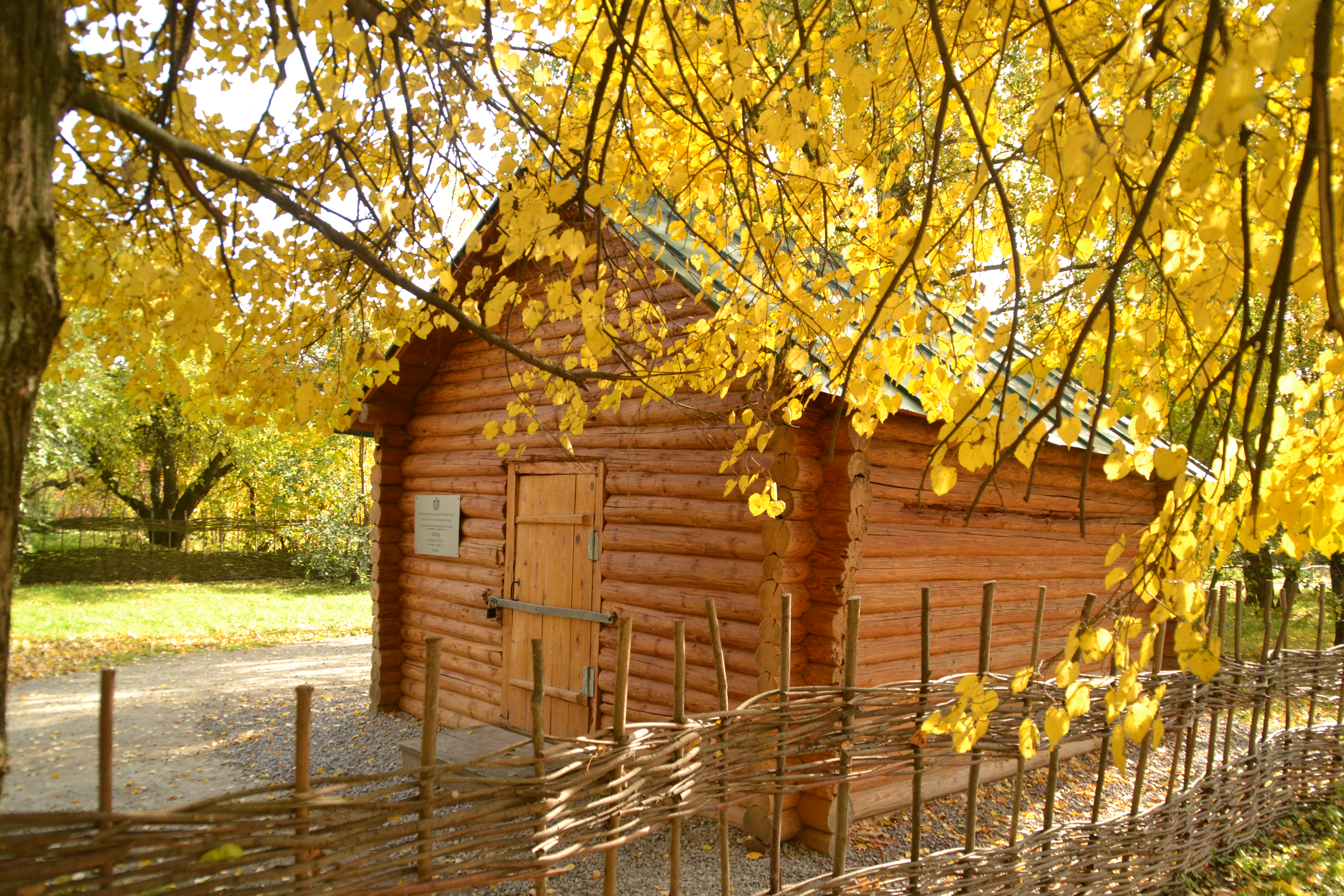
Мемориальный амбар в усадьбе родителей поэта

В центре села Константинова напротив церкви Казанской иконы Божией Матери расположена усадьба Есениных, где в 1965 году открыли дом-музей Сергея Александровича Есенина. Со временем в Константинове появился целый комплекс мемориальных строений — Государственный музей-заповедник С. А. Есенина.
Перед входом на усадьбу родителей поэта растет мемориальный тополь, посаженный Сергеем Есениным и его сестрой Александрой в 1924 году.
Переступая порог есенинского дома, восстановленного в 2001 году, посетители попадают в просторные сени, где представлены предметы быта и орудия труда, характерные для крестьянских семей конца XIX — начала XX в. Среди них серп и коса, принадлежавшие матери поэта.
В жилой части дома расположена небольшая кухня с русской печью и предметами домашнего обихода. Напротив кухни — прихожая, у окна стоит деревянная кровать с лоскутным одеялом, рядом — сундучок, подаренный Есенину священником Иоанном Смирновым.
Самая большая и светлая комната родительского дома — горница. Сестры поэта помогли воссоздать обстановку, которая была при жизни Сергея Есенина. В красном углу — иконы Татьяны Федоровны, ее нательный крестик. На стене можно увидеть семейные фотографии и похвальный лист Сергея Есенина, полученный им по окончании Константиновской земской школы. Экспонируются часы фирмы «Габю», подаренные отцу поэта, раскладной стол-книжка, за которым любил работать Сергей Есенин.
За деревянной перегородкой — комната Татьяны Федоровны, матери поэта. Здесь можно увидеть ее шаль, юбку, кофту и «шушун», который Сергей Есенин упоминал в своих стихотворениях.
За домом родителей поэта располагается участок Есениных с восстановленным историческим обликом. Воссоздана изба-времянка, где семья поэта жила после пожара 1922 года, рига, в которой производили обмолот и ледник, использовавшийся для хранения скоропортящихся продуктов. Одним из немногих мемориальных строений является амбар, сохранившийся с 1913 года.

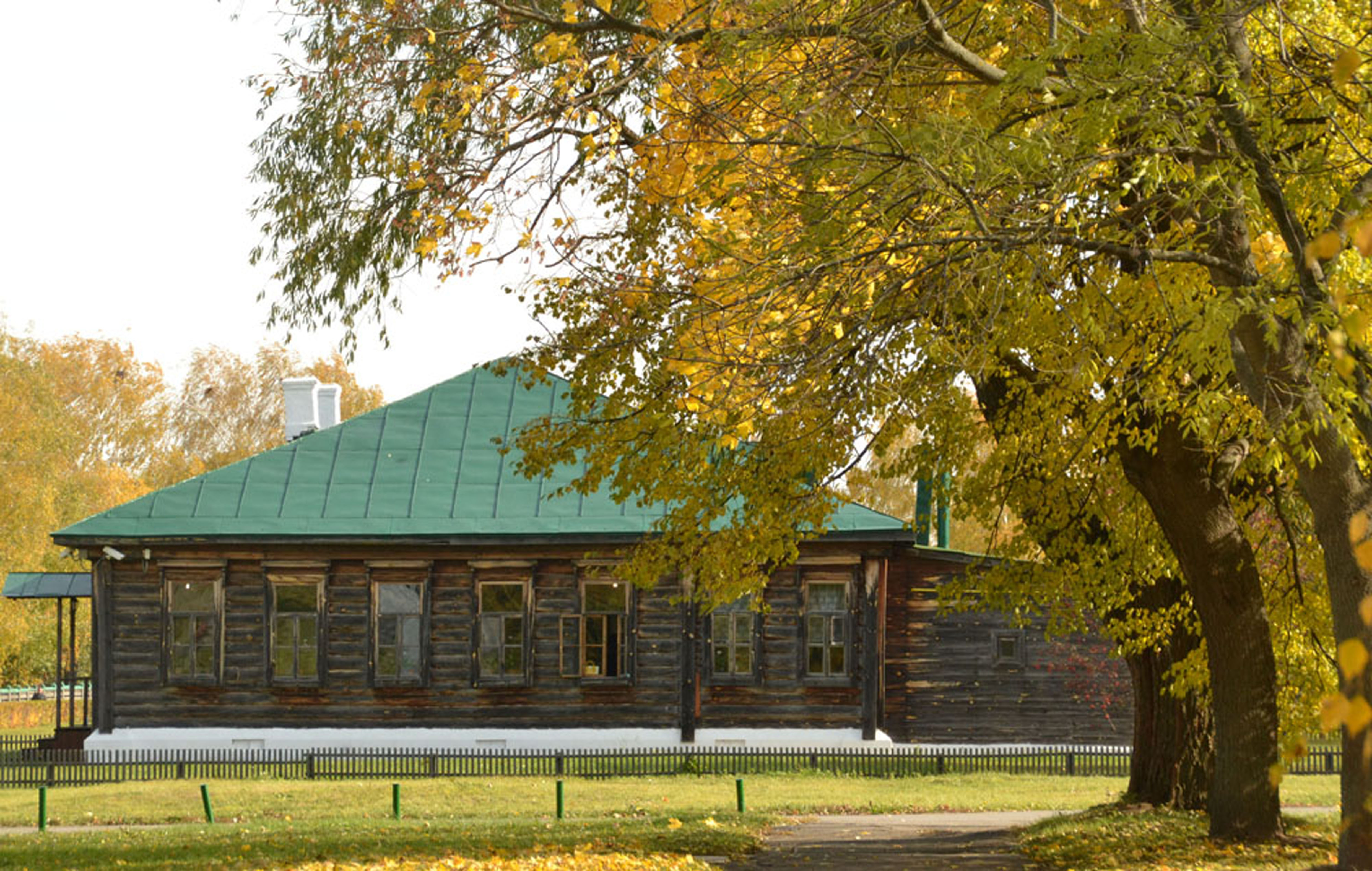
Земская школа
В центре села расположена земская школа, восстановленная в 1995 году, к столетию со дня рождения С. А. Есенина.
Одноэтажное здание четырехклассного училища имеет два светлых просторных класса, которые разделены коридором с раздевалкой для детей. В конце коридора располагались комнаты, в которых проживали учителя.
Один из двух классов — исторический. Экспозиция рассказывает об истории земских школ в Рязанской губернии. Посетители могут увидеть учебные пособия, детские книги, изданные для народа. Особенно интересна географическая карта, выпущенная в 1895 году.
Другой класс — мемориальный. В нем воссоздана обстановка школьного помещения начала XX века. Привлекают внимание красный угол с иконой Богородицы, ряды парт. По обеим сторонам черной классной доски висят портреты императора Николая II и императрицы Александры Фёдоровны, рядом стоят напольные счеты.
В витрине представлены грифельная дощечка из семьи Есениных, старые прописи и учебники, школьные принадлежности. Рядом фотографии учителей будущего поэта Ивана Матвеевича и Лидии Ивановны Власовых, священника Иоанна Смирнова, преподававшего Закон Божий, документы, среди которых свидетельство об окончании Сергеем Есениным земской школы и список учеников, сдававших выпускные экзамены в 1909 году. Из последнего документа видно, что Сергей Есенин окончил школу на отличные отметки.
Дом священника И. Я. Смирнова

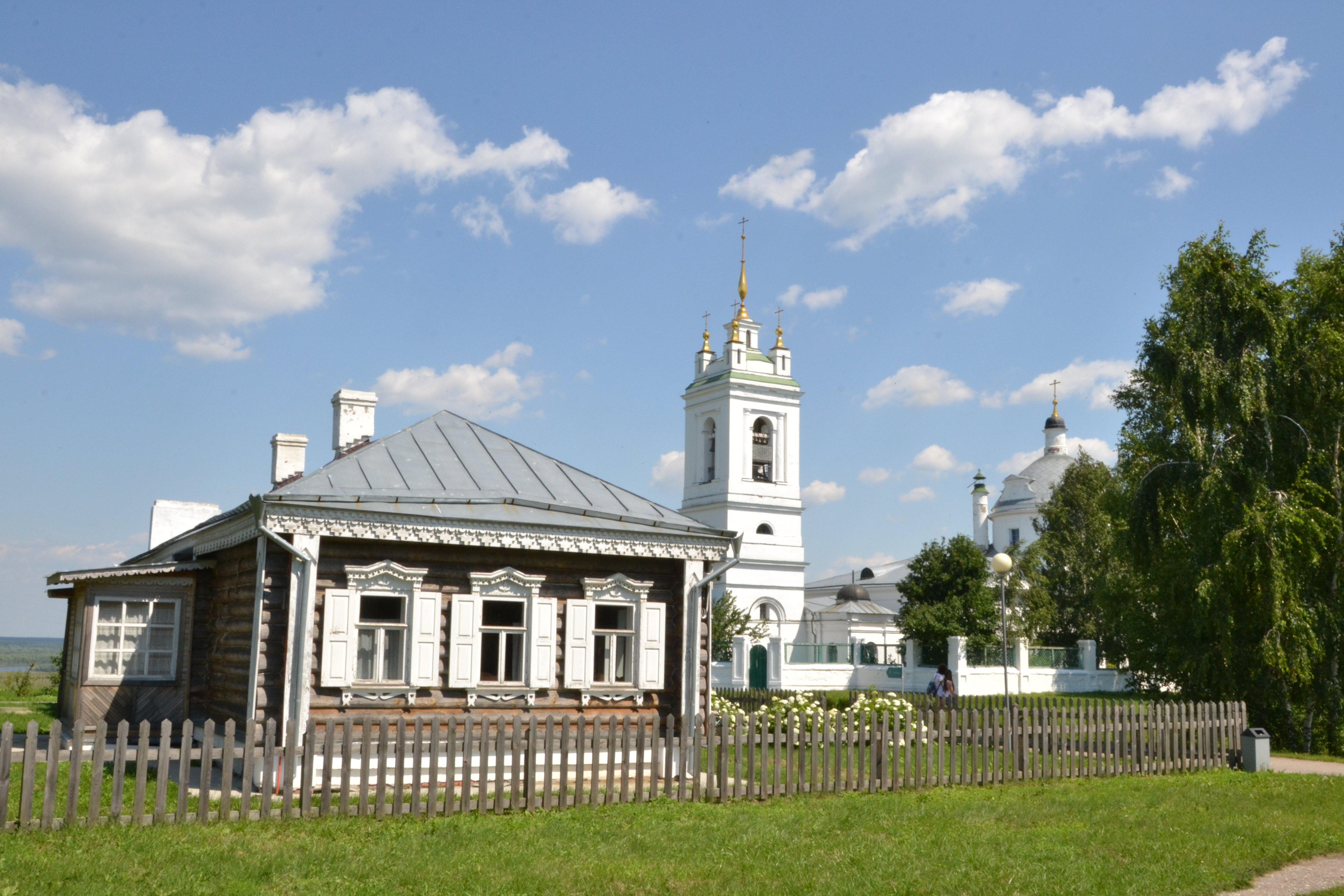
Дом Ивана Яковлевича Смирнова — настоятеля церкви Казанской иконы Божией Матери

3 октября 2010 года в музее-заповеднике был восстановлен дом священника Ивана Яковлевича Смирнова (1846—1929). Пастырь сыграл значительную роль в судьбе юного Сергея Есенина. Батюшка венчал родителей поэта, крестил самого Есенина, которому дал имя в честь преподобного Сергия Радонежского, преподавал Закон Божий в земской школе. Именно отец Иоанн дал поэту рекомендательное письмо в Спас-Клепиковскую второклассную учительскую школу.
Сегодня в восстановленном здании размещена экспозиция, повествующая о начале творческого пути Сергея Есенина, становлении его личности, а также о жизни сельских священников и интеллигенции, об увлечениях молодежи того времени.
Посетители могут увидеть клировые ведомости, фотографии, листы из дневника отца Иоанна. У священника была хорошая библиотека, в которой были книги как духовного содержания, так и художественная литература. Рядом с домашним иконостасом расположен книжный шкаф с подарками, которые дарили батюшке прихожане. В экспозиции представлены старинные музыкальные инструменты: фисгармония, скрипка, гитара.
Часто в гостях у отца Иоанна бывали его родственники. Со многими из них общался Сергей Есенин. Особенно сдружился он с Николаем и Анной Сардановскими и Марией Бальзамовой. Фотографии этих молодых людей можно увидеть в экспозиции.
Автографы ранних стихотворений, первые журнальные публикации, поздравительная открытка, отправленная из Москвы в 1913 году Сергеем Есениным «дорогому батюшке», — все это показывает, какой любовью пользовался сельский пастырь у поэта.
В доме священника посетители музея-заповедника могут посмотреть документально-художественный фильм «Поэт и пастырь», позволяющий лучше представить круг общения юного Сергея Есенина, его интересы и увлечения, благодаря которым сложилось его мировоззрение, отразившееся в творчестве.
Литературная экспозиция
Литературная экспозиция, рассказывающая о жизни и творчестве С. А. Есенина, расположена в здании научно-культурного центра музея. Она была открыта в 1995 году к 100-летию со дня рождения поэта. Здесь представлены предметы, документы, рукописи, фотографии, письма, позволяющие проследить этапы становления Сергея Есенина как поэта и его сложный жизненный и творческий путь.
Экспонируются мемориальные вещи: люлька, в которой мать качала младенца Сергея; настенное панно из московской квартиры А. Н. Есенина, отца поэта; пиджак, трость и цилиндр Сергея Есенина; сундук-шкаф поэта и др. Представлены прижизненные издания Есенина, среди которых особое внимание уделяется первому опубликованному сборнику С. А. Есенина «Радуница».
Отдельный раздел посвящён судьбе произведений Сергея Есенина после его гибели, посмертной критике и сложному пути возвращения их к широкому читателю.
Литературная экспозиция помогает посетителям музея-заповедника увидеть связь поэта и его творчества с родным селом, поскольку любовь к рязанской земле придавала ему силы в самые трудные моменты жизни.
Музей поэмы «Анна Снегина»

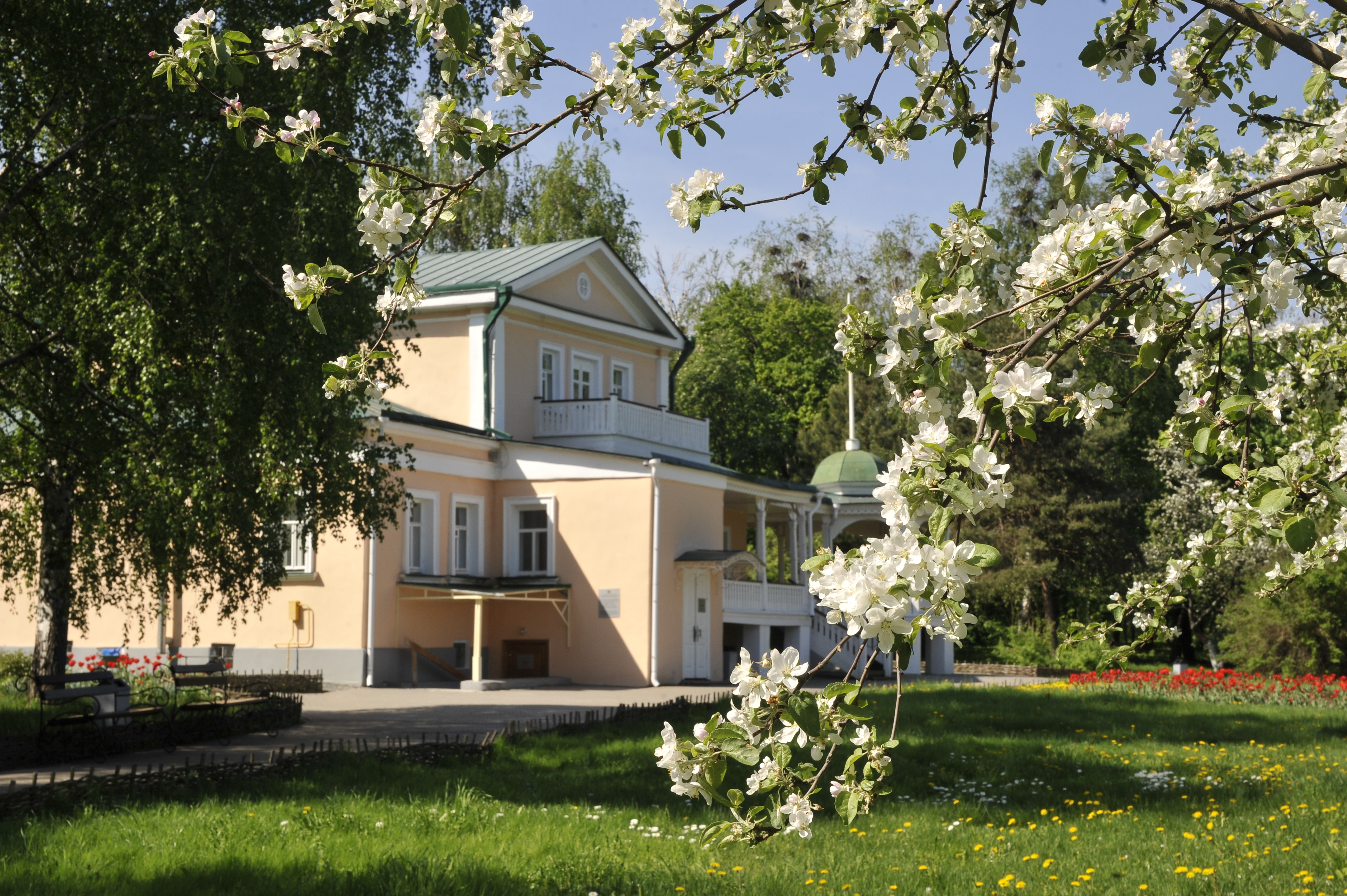
Дом Л. И. Кашиной

Особое место в Государственном музее-заповеднике С. А. Есенина занимает усадьба последней константиновской помещицы Лидии Ивановны Кашиной. С хозяйкой имения Сергей Есенин познакомился летом 1916 года и с тех пор неоднократно бывал у нее в гостях.
После революции загородный дом использовали под нужды села, а в октябре 1969 года в нем была открыта литературная экспозиция, посвященная жизни и творчеству С. А. Есенина. К 100-летию со дня рождения поэта, в 1995 году, в здании разместился музей поэмы «Анна Снегина».
В экспозиции цокольного этажа представлены предметы быта, использовавшиеся в хозяйстве. Посетители могут узнать об особенностях жизни и обязанностях прислуги. Экспозиция на первом этаже рассказывает о жизни хозяев имения, их гостях, истории создания поэмы, основных прототипах. Параллели между обитателями дома и героями произведения помогают провести рукописи, фотографии, предметы быта. Среди экспонатов миниатюрный комод из красного дерева, шкатулка с изображением птицы, зеркало и другие предметы, принадлежавшие Лидии Кашиной.
В экспозиции представлены личные вещи С. А. Есенина: чернильница, карандаш, пресс-папье, пепельница, металлическая оправа для блокнота и другие экспонаты.
Автографы поэмы Сергея Есенина «Анна Снегина», представленные почти в каждом зале, помогают проследить отношение поэта к Первой мировой войне и революции, настроение жителей села в эти годы.
В мезонине воссоздана детская комната, проводятся временные выставки из фондов музея-заповедника.

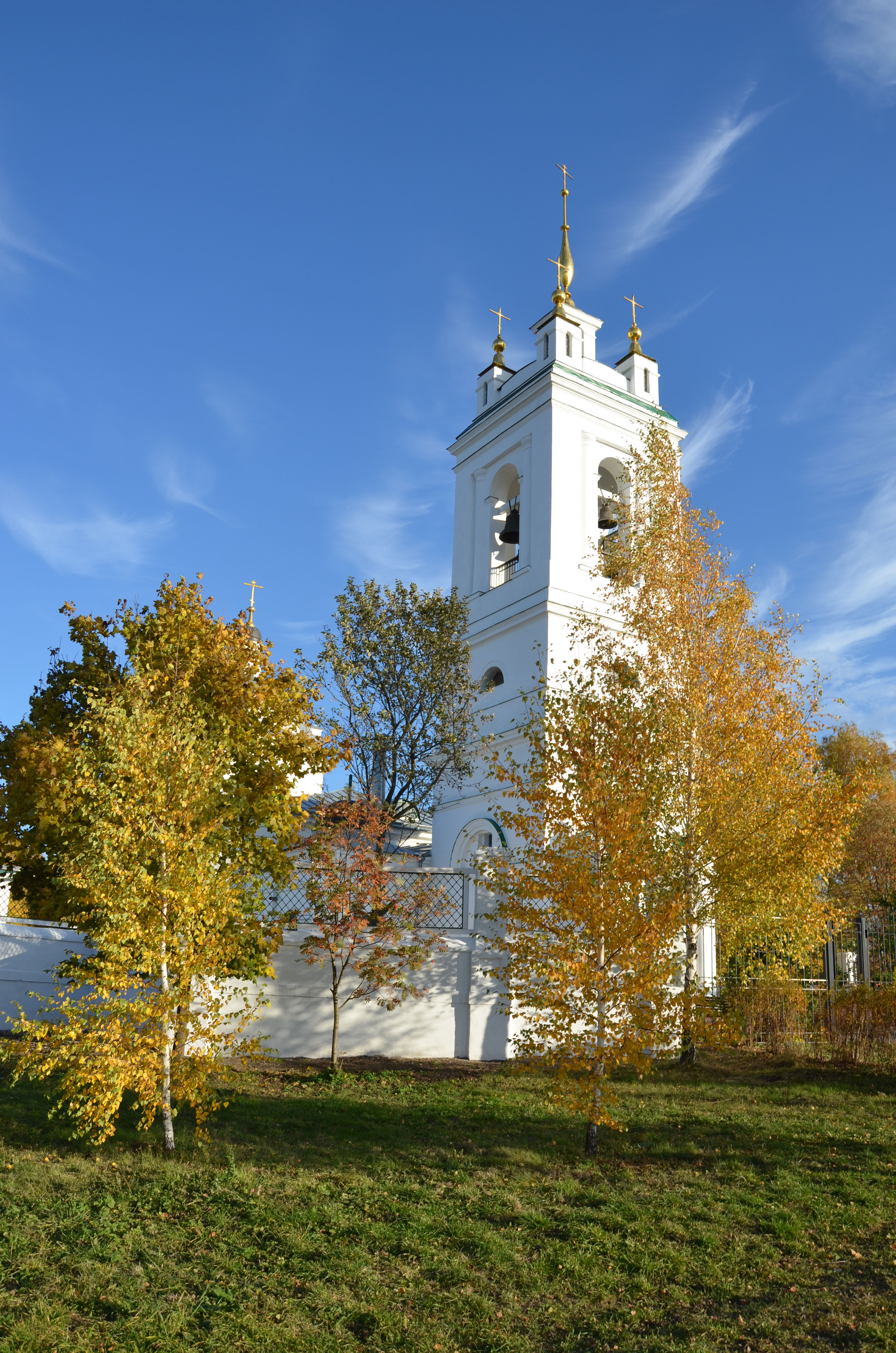
Церковь Казанской иконы Божией Матери
В центре села Константинова, на берегу Оки возвышается церковь Казанской иконы Божией Матери. Первое упоминание об этом храме относится к 1619 году. В 1779 году на средства князя А. М. Голицына, владельца села Константинова, был возведен каменный храм с приделом мучениц Веры, Надежды, Любови и матери их Софии.
В этом храме венчались родители поэта, а затем крестили маленького Сергея Есенина. В годы его жизни настоятелем храма был священник Иоанн Смирнов.
В 1937 году храм превратили в зерновой склад, на его территории была размещена колхозная сельхозтехника. В 70-е годы XX века здание передали музею как памятник архитектуры последней четверти XVIII века. Храм долгое время служил выставочным залом. В 1990 году церковь Казанской иконы Божией Матери была возвращена Русской Православной Церкви.
В 2001 году восстановили колокольню, которая была разрушена в 1950-е годы. Трапезная в 2007 году была расписана заново — прежние изображения не сохранились. В 2008 году восстановлены росписи четверика, которые в 1905 году были сделаны иконописцами, останавливавшимися в доме Есениных.

### Город Спас-Клепики
Спас-Клепиковская школа

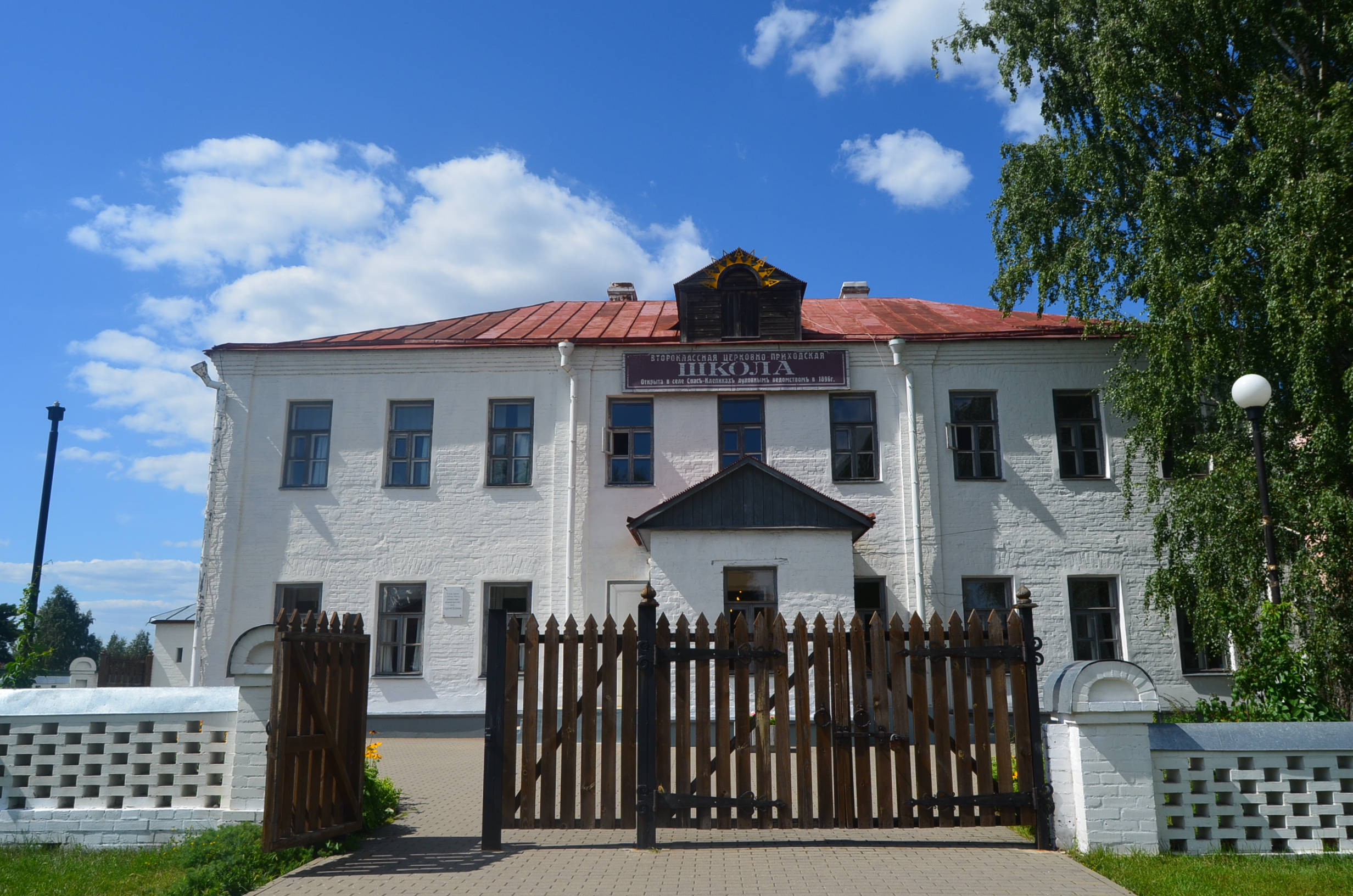
Спас-Клепиковская второклассная учительская школа

Спас-Клепики — город, расположенный в 80 километрах от Рязани. В начале XX века он был крупным торговым селом. В 1896 году в нем открыли учебное заведение, готовившее учителей школ грамоты.
В 1985 году в сохранившемся здании учительской школы, ставшей филиалом Государственного музея-заповедника С. А. Есенина, открылась экспозиция. Она занимает оба этажа здания. На первом восстановлены кухня, квартиры учителей, в том числе Е. М. Хитрова, учителя словесности, который, став наставником поэта, развивал в нем любовь к русскому слову и внимание к литературе. На втором этаже расположены классные комнаты и общежитие учащихся юношей.
Интерес посетителей вызывает парта, за которой сидел Сергей Есенин в одной из классных комнат, книги любимых писателей юного поэта. Автографы ранних стихов, документы и фотографии рассказывают о начале творческого пути Сергея Есенина, о первом рукописном сборнике юного поэта «Больные думы», опубликовать который у него не получилось.
Экспонаты знакомят посетителей с близким другом Сергея Есенина Григорием Панфиловым, на квартире которого собирались ученики школы, обсуждали произведения литературы, читали друг другу свои стихотворения.
10 октября 2009 года у здания учительской школы был установлен бюст Сергею Есенину работы скульптора А. А. Бичукова.
Недалеко от учительской школы восстановлена Школа грамоты, в которой Сергей Есенин проходил педагогическую практику. В настоящее время здесь проводятся музейные занятия и мастер-классы.